# Emin Özkara
Emin Özkara, né le 11 avril 1974 à Emirdağ (Turquie) est un homme politique belge, ancien membre de PS, actuellement membre de Démocrate fédéraliste indépendant (DéFI).

## Biographie
Il est gradué en travaux publics en construction. C'est à l'âge de 26 ans qu'il a décidé de se lancer en politique. À l'issue des élections régionales du 13 juin 2004, Emin Özkara, qui était candidat à la 35e place sur la liste PS, est élu député régional bruxellois avec un score de 3 431 voix nominatives et fait son entrée au Parlement de la Région de Bruxelles-Capitale.

## Fonctions politiques et mandats
- Conseiller communal[4] à Schaerbeek
- Député[5] au Parlement bruxellois depuis le 29 juin 2004
- Administrateur à la Mission locale de Schaerbeek depuis 2017 (mandat non rémunéré)[2]

## Travaux parlementaires
À la date du 4 juillet 2020, 832 questions et interpellations parlementaires du député Emin Özkara sont consultables sur le site du Parlement régional bruxellois.
À la date du 4 juillet 2020, 75 questions et interpellations parlementaires du député Emin Özkara sont consultables sur le site du Parlement francophone bruxellois.

## Décoration
- Officier de l'ordre de Léopold (2024)[8].

## Sources
1. ↑  Rédaction, « Le député bruxellois Emin Ozkara prend ses distances avec le PS et annonce qu'il siégera à présent comme indépendant », La Libre,‎ 18 janvier 2020 (lire en ligne)
2. 1 2  « www.ps.be », sur www.ps.be (consulté le 8 avril 2019)
3. ↑  « Élections 2004 - Conseil de la Région de Bruxelles-Capitale - Votes nominatifs », sur elections2004.belgium.be (consulté le 8 avril 2019)
4. ↑  « Fiche du conseiller communal Emin Özkara à Schaerbeek », sur 1030.be, Site web de la commune de Schaerbeek | 1030 (consulté le 8 avril 2019)
5. ↑  « Fiche du député Emin Özkara », sur parlement.brussels, Site web du Parlement bruxellois (consulté le 8 avril 2019)
6. ↑  « Travaux parlementaires de Emin Özkara au PRB/ARCCC », sur parlement.brussels, Site web du Parlement bruxellois (consulté le 4 juillet 2020)
7. ↑  « Travaux parlementaires de Emin Özkara à la COCOF », sur parlementfrancophone.brussels, Site web du Parlement francophone bruxellois | COCOF (consulté le 4 juillet 2020)
8. ↑  « Moniteur belge », sur www.ejustice.just.fgov.be (consulté le 8 février 2025)